# Maladera floresina
Maladera floresina är en skalbaggsart som beskrevs av Brenske 1899. Maladera floresina ingår i släktet Maladera och familjen Melolonthidae. Inga underarter finns listade i Catalogue of Life.